# Lepe (kommunhuvudort)
Lepe är en kommunhuvudort i Spanien.   Den ligger i provinsen Provincia de Huelva och regionen Andalusien, i den sydvästra delen av landet, 500 km sydväst om huvudstaden Madrid. Lepe ligger 24 meter över havet och antalet invånare är 25 886.
Terrängen runt Lepe är platt. Runt Lepe är det ganska tätbefolkat, med 70 invånare per kvadratkilometer. Lepe är det största samhället i trakten. Trakten runt Lepe består till största delen av jordbruksmark.